# Museo de Ciencias de Springfield
El Museo de Ciencias de Springfield está situado en Springfield, Massachusetts, Estados Unidos. Fundado en 1859, el museo funciona en su edificio actual desde 1899. El edificio ha sufrido dos ampliaciones, en 1934 y 1970. También alberga el planetario de proyección en funcionamiento más antiguo del país, el Planetario Seymour.

## Historia
El Museo de Ciencias de Springfield fue fundado en diciembre de 1859 en el Ayuntamiento de Springfield, originalmente como un museo de historia natural y una colección de curiosidades. Se trasladó a la biblioteca de la ciudad en 1871, cuando la biblioteca obtuvo su propio edificio separado del ayuntamiento. Las primeras exhibiciones incluyeron exhibiciones geológicas de rocas y minerales, y reliquias de la Guerra Revolucionaria. A principios de la década de 1890, el museo se trasladó nuevamente, esta vez al Museo de Arte. Las colecciones del museo comenzaron a trasladarse a su propio edificio en febrero de 1899, y se inauguró como Museo de Historia Natural y Etnológica de Springfield el 16 de octubre de 1899.
En 1928, el museo recibió a Miss Oita, una de las 58 muñecas japonesas de la amistad, que ha permanecido en la colección del museo hasta el día de hoy.
Las exhibiciones presentes en la década de 1930, que todavía están presentes en el edificio actual, incluyen el Salón de los Nativos Americanos, con un diorama de dos hombres y una mujer nativos estadounidenses dedicados a la fabricación de herramientas y la cocina, y el Salón del Hábitat que presenta dioramas de animales disecados en sus hábitats naturales. También existió una Sala de las Aves, con diversos ejemplares locales y un caso de especies extintas (entre ellas la paloma migratoria, la gallina de brezo y la cotorra de Carolina). Otra área eliminada desde entonces fue el Salón de Etnología, que exhibía cestas y herramientas de los nativos americanos, ropa tradicional groenlandesa, instrumentos musicales de todo el mundo y muñecas de todo el mundo.
Aunque no estaba listo en el momento de la reapertura del museo en 1934, el edificio dejó espacio para un planetario, que finalmente se inauguraría en noviembre de 1937. El museo recurrió a los lugareños de Chicopee, Frank y Stanley Korkosz, para crear la «bola estrella» del planetario, ya que no podían permitirse el equipamiento de Zeiss.
En 1979 o 1980, el museo recibió un oso polar disecado, Snowball, que había vivido en el zoológico de Forest Park durante 29 años.
En 1986, un hombre de Massachusetts robó «artefactos indios» del museo, así como de otros cinco museos de Massachusetts; los artefactos fueron recuperados en febrero de 1987.
Las exposiciones temporales organizadas por el museo han cubierto una variedad de temas, desde el gas natural (1993), hasta la extinción (1998), y la historia de las bicicletas (2002).

## Exposiciones

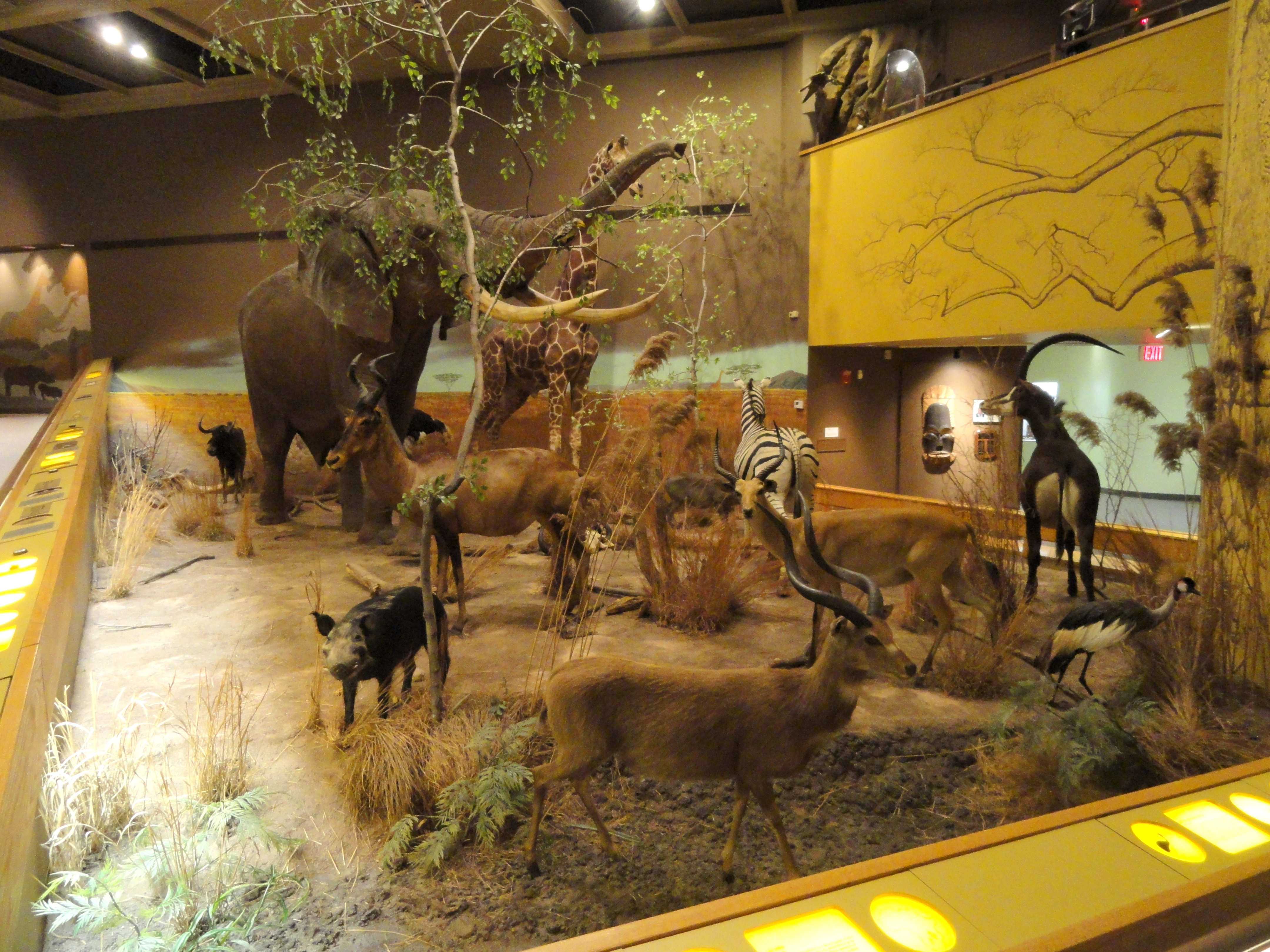
Parte del Salón Africano

El Salón Africano presenta múltiples especies de la Sabana disecadas, incluido un chimpancé que vivió en el zoológico de Forest Park hasta 1967, y una jirafa, adquirida en 1985, que murió en un parque de Oklahoma.
El Dinosaur Hall incluye un modelo de Tyrannosaurus rex de tamaño natural, que se instaló en abril de 1975.  La sala también incluye un molde de Stegosaurus , una pierna de Alamosaurus y un fragmento de un tiranosáurido que se cree representa una nueva especie, ambos recolectados en una expedición del Amherst College de la década de 1920 dirigida por Fred Brewster Loomis.
El planetario del museo, el Planetario Seymour, que se inauguró en noviembre de 1937, fue uno de los pocos de la época que no construyó Zeiss. Fue remodelado y reabierto oficialmente en abril de 2023.
El museo tiene su propio observatorio con una 20 pulgadas (50,8 cm) telescopio que está periódicamente abierto al público.

## Repatriación
En 1985, un miembro del consejo de Southington solicitó que el museo devolviera la colección Luman Andrews, una colección de objetos nativos americanos recopilados por un residente de Southington, a la ciudad de Connecticut de donde era originario. La colección había sido donada originalmente al museo en 1921. La colección fue prestada a Southington por un año y se inauguró allí en septiembre de 1985.
El museo anunció sus intenciones de repatriar dos máscaras de Séneca en 1997, y joyas de Klamath y una bolsa navajo en 2002. El museo repatrió un conjunto de restos humanos a Hawái en 1997.
En 2013, el curador del museo encontró un casco de guerra tlingit de mediados del siglo XIX en la colección del museo, lo que lo convierte en uno de los menos de cien ejemplos conocidos. El casco fue entregado al museo en algún momento de 1899, pero fue catalogado erróneamente como un «sombrero de Aleution». El Consejo Central de las Tribus Indias Tlingit y Haida de Alaska anunció en su momento su intención de solicitar la repatriación del casco.
Según NAGPRA, el museo tenía 148 restos de nativos americanos en la década de 1990. Un informe de 2004 del museo informó que 84 restos estaban disponibles para su devolución. 2007 marcó el año más reciente de repatriación, momento en el que el 78% de todos los restos reportados estaban disponibles para su regreso a las tribus. En 2023, el museo informó haber repatriado 25 restos adicionales, aunque la NAGPRA no los documenta. En un momento, el museo contó con más de 600 objetos asociados con funerales; en enero de 2023, 562 estaban disponibles para su devolución. En octubre de 2023, el museo informó tener 31 restos humanos y 109 objetos funerarios asociados.